# Sora (prénom)
Pour les articles homonymes, voir Sora.
Sora est un prénom mixte au Japon, féminin dans le sens amérindien, féminin en Corée.

## Sens et origine du prénom
- Prénom féminin d'origine nord-amérindienne [1]. Prénom qui signifie « oiseau chantant qui prend son vol ».
- Prénom féminin persan Soraya.
- Prénom mixte japonais signifiant « ciel » (空, mais ce prénom est souvent écrit en katakana plutôt qu'en kanji).
- Prénom féminin en Corée, souvent orthographié So-ra

## Fréquence
- Prénom aujourd'hui peu usité aux États-Unis[2].
- Prénom qui a été donné six fois au cours du XXe siècle en France : trois fois en 1977 et trois fois en 1997[3].
- Prénom également usité bien que rarement en Belgique.

## Personnes notables
- Kang So-ra, actrice sud-coréenne.
- Sora, pseudonyme d'un YouTubeur français.
- Sora, personnage de la licence Kingdom Hearts
- Protagoniste de l'anime No Game, No Life